# Universitätsbibliothek Passau
Die Universitätsbibliothek Passau ist eine zentrale Dienstleistungseinrichtung der Universität Passau, einer der jungen Universitäten Deutschlands. Ihre Hauptaufgabe ist die Literatur- und Informationsversorgung der Wissenschaftler sowie der Studierenden der Universität, die Vermittlung von Informationskompetenz sowie die Unterstützung bei der Publikation wissenschaftlicher Arbeiten. Darüber hinaus steht sie Bürgern, Behörden und Unternehmen aus Stadt und Region offen. Die Benutzung ist gebührenfrei.
Mit 2,0 Millionen Bänden gehört sie zu den größten Bibliotheken in Bayern.
Die Bibliothek ist zudem Mitglied im Bibliotheksverbund Bayern.

## Aufbau
Die Bibliothek ist ein einschichtiges Bibliothekssystem. Sie besteht aus einer Zentralbibliothek und vier Teilbibliotheken. Die Teilbibliotheken befinden sich in der Juristischen Fakultät, in der Wirtschaftswissenschaftlichen Fakultät, in der Philosophischen Fakultät und in der Fakultät für Informatik und Mathematik, in denen die benötigte Forschungs- und Studienliteratur der jeweiligen Fachrichtung zu finden ist. Die Zentralbibliothek und ihre Teilbibliotheken bilden trotz räumlicher Trennung eine organisatorische Einheit mit zentraler Leitung. Medienerwerb- und -bearbeitung findet in der Zentralbibliothek statt.

## Bestand
Der Buch- und Medienbestand umfasst rund 2,0 Millionen Bände sowie etwa 13.300 Zeitschriften und zeitschriftenartige Reihen in gedruckter Form, davon ca. 1.800 laufende Zeitschriftenabonnements. Der Bestand ist systematisch gegliedert und nach Fachgebieten geordnet überwiegend frei zugänglich in 5 Lesesälen aufgestellt. Außerdem wird ein Teil des Bestandes in Magazinen gelagert.
Neben gedruckten Büchern und Zeitschriften bietet die Bibliothek zudem eine Vielzahl an elektronischen Medien an:
Die Bibliothek hat etwa 260 Datenbanken für das Hochschulnetz lizenziert. Zudem sind ca. 1.200 Datenbanken frei im Netz verfügbar.
Neben den über 56.000 frei im Internet zugänglichen Zeitschriften sind ca. 41.000 kostenpflichtige Titel für das Passauer Hochschulnetz freigeschaltet.
Außerdem stellt die Universitätsbibliothek Passau Fachliteratur in Form von für das Uni-Netz lizenzierten und frei zugänglichen E-Books zur Verfügung. Insgesamt sind etwa 225.000 E-Books zugänglich.
Die Staatliche Bibliothek Passau und die Universitätsbibliothek bilden einen Katalog- und Ausleihverbund, so dass auch auf den Bestand der Staatlichen Bibliothek mit 320.000 Bänden und 400 laufenden Zeitschriftentiteln zugegriffen werden kann.

## Sammlungen
Gesammelt werden Medien aus den Fachgebieten Jura, Volks- und Wirtschaftswissenschaften, Mathematik und Informatik, Theologie, Sprach- und Literaturwissenschaften, Geisteswissenschaften, Südostasienkunde, Kunst, Musik, Kommunikation, Pädagogik, Sport und Volkskunde.
Eine Besonderheit ist mitunter die Cricket-Literatur-Sammlung.
Die Bestände des Oberhausmuseum Passau wurden von der Universitätsbibliothek erfasst und in ihren Räumen aufgestellt.
Außerdem betreut die Universitätsbibliothek Passau die Bestände des Instituts für Kulturraumforschung Ostbaierns und der Nachbarregionen (IKON), die in der Staatlichen Bibliothek untergebracht sind.

## Geschichte
Mit Beginn des Studienbetriebs der Universität zum Wintersemester 1978/79 öffnete die Universitätsbibliothek nach eineinhalbjähriger Vorbereitung ihre Pforten. Im Herbst 1986 erfolgte der Umzug der Verwaltung, des Allgemeinen Lesesaales sowie eines Großteils der geisteswissenschaftlichen Bestände in das neu erbaute Gebäude der Zentralbibliothek in zentraler Lage an der Innstraße 29. Die Magazinbestände kamen in eine Kompaktanlage im Kellergeschoss, seit 1995 wegen Platzmangel erweitert durch ein zusätzlich erworbenes Magazin in der Karlsbader Straße. Die übrigen Teilbibliotheken befinden sich in den einzelnen Fakultätsgebäuden. Die Bestände der ehemaligen Philosophischen-Theologischen Hochschule Passau wurden eingegliedert.